# Mert Tahmazoğlu
Mert Tahmazoğlu (* 1. April 1990) ist ein türkischer Eishockeyspieler, der seit 2016 beim Gümüş Patenler SK in der türkischen Superliga unter Vertrag steht. 

## Karriere
Mert Tahmazoğlu begann seine Karriere als Eishockeyspieler beim Büyükşehir Belediyesi Ankara SK. 2008 wechselte er zum ebenfalls in Ankara beheimateten Klub der Polizeiakademie, mit dem er 2009 türkischer Landesmeister wurde. Anschließend kehrte er zu seinem Stammverein zurück. 2016 wechselte er zum Gümüş Patenler SK.

### International
Für die Türkei nahm Tahmazoğlu im Juniorenbereich in der Division III an den U18-Weltmeisterschaften 2006, 2007 und 2008 sowie den U20-Weltmeisterschaften 2006, 2007 und 2010 teil. 
Mit der Herren-Nationalmannschaft spielte der Stürmer bisher ausschließlich bei der Weltmeisterschaft der Division III 2009, als der Aufstieg in die Division II gelang.

## Erfolge und Auszeichnungen
- 2009 Aufstieg in die Division II bei der Weltmeisterschaft der Division III
- 2009 Türkischer Meister mit Polis Akademisi ve Koleji